# Enbarr
Enbarr ou Embarr (qui signifie « imagination » ou « écume de la mer » voire « crinière d'écume ») est, dans la mythologie celtique irlandaise, le cheval de Niamh, la femme de Manannan Mac Lir, le dieu celte de l'île de Man. Il peut traverser les océans et les terres sans toucher le sol ou l'eau et ne peut être tué ni par un homme, ni par un dieu. Enbarr est aussi le nom du cheval de Manannan Mac Lir, qui est aussi rapide que le vent printanier. Manannan Mac Lir parle lui-même de sa monture à la crinière flottante capable de marcher sur terre comme sur mer.

## Mentions
Il est possible que la monture que chevauche Oisín pour atteindre Tír na nÓg soit Enbarr, en effet, ce cheval marche sur les eaux et les vagues s'ouvrent puis se referment derrière lui.

## Symbolique
Enbarr semble avoir été une personnification des vagues, et Manannan Mac Lir était lui-même surnommé le cavalier de la mer couverte d'écume.